# ГЕС Бокс-Каньйон
ГЕС Бокс-Каньйон — гідроелектростанція у штаті Вашингтон (Сполучені Штати Америки). Знаходячись між ГЕС Кабінет-Горж (вище по течії) та ГЕС Боундарі, входить до складу каскаду у сточищі річки Панд-Орей, лівої притоки Колумбії (має устя на узбережжі Тихого океану на межі штатів Вашингтон та Орегон). При цьому вона є першою на ділянці річки, котра носить назву саме Панд-Орей.
В межах проекту річку перекрили бетонною гравітаційною греблею висотою 19 метрів та довжиною 49 метрів, яка утримує витягнуте по долині Панд-Орей на 90 км вузьке водосховище з площею поверхні 36 км2 та об'ємом 74 млн м3.
По висотах лівобережжя від греблі тягнеться короткий підвідний канал довжиною 0,25 км, праву сторону якого формує бетонна стінка, що нависає над долиною. Розташований під її завершальною частиною машинний зал обладнали чотирма турбінами типу Каплан, які первісно мали загальну потужність у 72 МВт. На початку 2010-х внаслідок проведеної модернізації цей показник довели до 90 МВт. Гідроагрегати використовують напір до 14 метрів.